# Nationalt Samvirke
Nationalt Samvirke var et dansk politisk parti, der blev dannet af Victor Pürschel i 1939.
Pürschel udtrådte samme år af Det Konservative Folkeparti i protest mod partiets deltagelse i et forlig om en ny grundlov med den socialdemokratisk-radikale regering. Partiet var klart højreorienteret.
Ved folketingsvalget i 1939 opnåede partiet blot 1% af stemmerne og var således langt fra at nå over spærregrænsen. Nationalt Samvirke indgik derefter i Dansk Samling og ophørte dermed som selvstændigt parti. Senere er det kommet frem, at partiet modtog omfattende økonomisk støtte fra A.P. Møller.